# Cathédrale Saint-François-Xavier de Bangalore
Cette  cathédrale n’est pas la seule cathédrale Saint-François-Xavier.
La cathédrale Saint-François-Xavier est un édifice religieux catholique, sis à St John’s Church Road, à Bangalore en Inde du sud. Une première église construite par les pères des Missions étrangères de Paris en 1851 fut remplacée par un nouveau bâtiment beaucoup plus grand, qui fut consacré en 1932. La spacieuse église, entourée d’un vaste campus sur lequel se sont développées diverses œuvres apostoliques, est choisie comme cathédrale lorsque Bangalore est érigé en diocèse en 1942.

## Histoire

### Paroisse Saint-François-Xavier
Joseph-Auguste Chevalier, prêtre des Missions étrangères de Paris, est le premier curé de Bangalore. Avec l’aide de bienfaiteurs français vivant en Inde, il achète un terrain sur lequel il construit une église dédiée à saint saint François Xavier en 1851. Le père Chevalier devient évêque de Mysore en 1873 et meurt en 1880. Il est enterré dans l’église Saint-Patrick de Bangalore, la ville où il donna le meilleur de lui-même.
En 1894, le père Jansoone est curé de la paroisse et Jean-Baptiste Servanton (1865-1948) son assistant. Le père Servanton, après plusieurs années à Shimoga s’investit beaucoup à Bangalore. Il y devient curé en 1898 et le restera jusqu’à la fin de sa vie, en 1948. Durant ces 50 ans,la modeste paroisse d’un millier de fidèles croît pour en compter 15 000 en 1948. Elle est plusieurs fois divisée et donne naissance à une douzaine d’autres paroisses de Bangalore.
En ⁣⁣1909⁣⁣, Servanton construit près de l’église une chapelle en l’honneur de saint Roch, demandant la protection du saint contre la peste bubonique, une épidémie ayant récemment ravagé Bangalore (en 1898). La paroisse lui est consacrée.

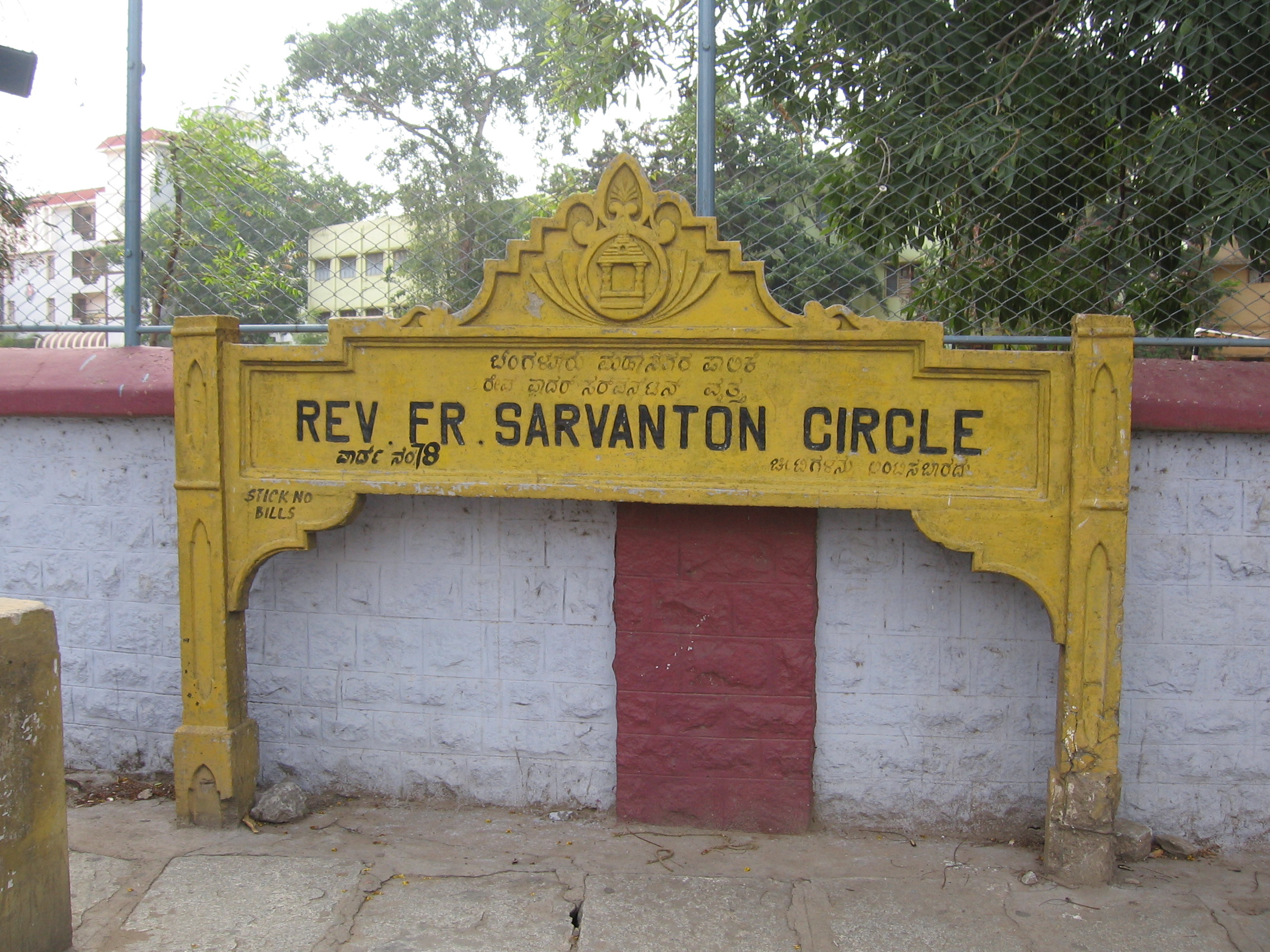
Un carrefour de Bangalore…

La population croît rapidement et la vieille église devient trop petite. En 1905, la chute de la croix surmontant le clocher est perçue comme un signal : une nouvelle église est nécessaire. La construction commence en 1911. L’édifice est presque entièrement financé par des campagnes de récoltes de fonds et appels à bienfaiteurs, concerts et autres fêtes organisées par le dynamique Servanton. Le 26 mai 1932, elle est consacrée et ouverte au culte.
En 1940, la paroisse a sa salle de réunion. Entretemps, deux écoles, Saint-Antoine et Saint-Roch sont ouvertes. Une grotte de Lourdes et une série d’autres chapelles sont érigées dans la paroisse.

### Cathédrale de Bangalore
En 1940, Bangalore est érigé en diocèse, par bifurcation du diocèse de Mysore. L’église Saint-François-Xavier est choisie comme cathédrale, alors que l’église Saint-Patrick (de Bangalore) était la cathédrale du diocèse de Mysore. L’évêque de Mysore, Maurice Despastures MEP, est transféré à Bangalore comme premier évêque du nouveau diocèse.
En 1950, le premier synode national de l’Église catholique tient ses assises dans la cathédrale Saint-François-Xavier, signe de l’importance croissante que prend Bangalore au sein de l’Église catholique en Inde.